# Исидор Јуродиви
Исидор Јуродиви je хришћански светитељ. Пореклом је био Немац. Дошавши у Ростов заволео је веру православну, па не само да је постао члан Православне цркве, него је узео на себе тежак подвиг јуродства. Спавао је у једној колиби од грања, коју је сам направио у неком блатишту. У хришћанској традицији помињу се велика и страшна чуда која је показао овај светитељ и за живота и после смрти. Између осталог помиње се да, једноме трговцу, који је био избачен из лађе и давио се у мору, се јавио Исидор идући по води и извео га на обалу. Помиње се да су код кнеза Ростовског пресушили одједном сви судови с вином када су слуге његове отерале Исидора испред вратане давши му чашу воде. Када је умро, 14. маја (27. маја) 1484. године у својој колиби, цео Ростов замирисао је неким дивним мирисом. Онај трговац, кога је Блажени Исидор спасао на мору, подигао му је цркву на оном месту где је била Исидорова колиба.
Српска православна црква слави га 14. маја по црквеном, а 27. маја по грегоријанском календару.